# 旗振山 (神戸市)
旗振山（はたふりやま）は神戸市須磨区と垂水区の境界にある標高252.56mの山。

## 概要
六甲山系の西端に位置し、南は大阪湾（明石海峡）、北は播磨平野に続く丘陵地となっている。山頂付近の地質は風化が進んだ花崗岩、植生はコナラ等の二次林である。山頂付近には、旗振茶屋や本州四国連絡高速道路の鉢伏無線中継所などがある。
山頂付近に設置されている四等三角点の基準点名は「鉢伏山」である。

## 歴史
江戸時代、大坂の堂島米会所の相場を西国に知らせるための旗振り通信の中継地であったため、「旗振山」とされた。

## 登山道
旗振山は須磨浦公園から宝塚に至る六甲全山縦走路の西端に位置し、主な登山道は、須磨浦公園駅前から須磨浦ロープウェイ鉢伏山上駅前を通り旗振山に至る道、高倉台団地からおらが茶屋と鉄拐山を通り旗振山に至る道などがある。

## 交通機関
- 山陽電鉄 須磨浦公園駅前から徒歩約1.1km[5]
- 須磨浦ロープウェイとカーレーター、観光リフトを乗り継いだ須磨浦山上遊園 はりま駅下車 徒歩約150m